# Бухарская Социалистическая Советская Республика
Буха́рская Социалисти́ческая Сове́тская Респу́блика (узб. Бухоро Социалистик Совет Республикаси / Buxoro Sotsialistik Sovet Respublikasi, сокращенно Буха́рская ССР или БухССР) — советская республика, одна из союзных республик Советского Союза. Образована путем преобразования и вхождения в состав СССР в качестве союзной республики Бухарской Народной Советской Республики (БНСР): «5-й Всебухарский курултай Советов 19 сентября 1924 принял решение о переименовании БНСР в Бухарскую Социалистическую Советскую Республику, которая в результате национально-государственного размежевания советских республик Средней Азии 27 октября 1924 была ликвидирована; её территория вошла в состав вновь образованных Туркменской ССР, Узбекской ССР и Таджикской АССР (с 1929 — Таджикской ССР)».  Столицей и крупнейшим городом государства являлась Бухара — отсюда и название республики. Остальные крупнейшие города БССР: Карши, Термез, Чарджуй, Куляб, Душанбе и Шахрисабз.

## География
На северо-западе Бухарская ССР граничила с Хорезмской Социалистической Советской Республикой, на западе с Закаспийской областью Туркестанской АССР, с юга с Эмиратом Афганистан (через реки Амударью и Пяндж), на востоке с Ферганской областью Туркестанской АССР, а на севере — с Самаркандской и Сырдарьинской областями Туркестанской АССР. Туркестанская АССР входила в состав РСФСР.

## Государственное устройство
Правящей партией в республике являлась Бухарская коммунистическая партия. Республика имела собственные вооруженные силы — Бухарскую Красную армию. Бухарская НСР была преобразована в Бухарскую ССР в ходе 5-го и последнего Всебухарского съезда Советов 19 сентября 1924 года. В тот же день было объявлено о вхождении Бухарской ССР в состав СССР на правах союзной республики. В конце октября того же года в СССР началось национально-территориальное размежевание, и 27 октября Бухарская ССР была упразднена, а ее территория разделена между новообразованными республиками, сформированными по национальному признаку, — Узбекской ССР (86% территории Бухарской ССР, в том  числе 41% в Таджикской АССР (в составе Узбекской ССР)) и Туркменской ССР (14%).

## Экономика
В республике имели хождение бухарский рубль, рубль РСФСР (Совзнаки), рубль СССР, а также бухарская таньга. Основу экономики республики составляло сельское хозяйство (в основном выращивание овощей и фруктов, хлопка и пшеницы), животноводство (в том числе каракулеводство), шелководство, рыболовство (на реке Амударья и озерах республики), а также народные промыслы и ремесла, такие как ковроткачество, производство керамической посуды и изделий. Экономика республики была тесно связана с экономикой Туркестанской АССР, которая входила в состав РСФСР.

## Население
Официальными языками Бухарской ССР являлись узбекский, персидский (таджикский) и русский. Бухарская ССР, как и Бухарская НСР, являлась светским государством, но подавляющее большинство населения являлось мусульманами, в основном мусульманами-суннитами, в меньшей степени шиитами-двунадесятниками и исмаилитами. Также часть населения исповедовало христианство (в основном православие), а также иудаизм и зороастризм. В республике проживало около два с половиной миллиона человек. Основную часть населения составляли узбеки и таджики. Также в значительном количестве проживали туркмены, памирские народы, среднеазиатские иранцы и среднеазиатские (бухарские) евреи, а также русские, среднеазиатские арабы, татары, украинцы и киргизы.